# Eduard Zehnder
Eduard Zehnder   (Leuggern, 10 de novembre de 1940 - Greifensee, 22 de novembre de 2024) va ser un matemàtic suís, considerat un dels fundadors de la topologia simplèctica.

## Biografia
Zehnder va estudiar matemàtiques i física a l'ETH Zürich 1960 a 1965, on també va fer el seu doctorat en física teòrica, defensant la seva tesi el 1971 sota la direcció de Res Jost. Va ser professor visitant a l'Institut Courant de Ciències Matemàtiques (convidat per Jürgen Moser), membre visitant de l'Institut d'Estudis Avançats de Princeton de 1972 a 1974. Va passar la seva habilitació en matemàtiques el 1974 a la Universitat d'Erlangen-Nuremberg. Va tenir a la Universitat de Bochum de 1976 a 1986; a la Universitat d'Aix-la-Chapelle durant el curs 1987-88, on va ser director de l'Institut de Matemàtiques. A partir de 1988, va tenir una càtedra a l'ETH Zürich, on es va convertir en emèrit el 2006. El 1986 va ser ponent en el Congrés Internacional de Matemàtics a la Universitat de Califòrnia a Berkeley. El 2012 es va fer soci de la Societat Americana de Matemàtiques.
Ha realitzat aportacions fonamentals a l'àmbit dels sistemes dinàmics. En particular, en una de les seves obres innovadores amb Charles C. Conley, va establir la celebrada conjectura d'Arnold per a punts fixos de difeomorfismes hamiltonians i va obrir el camí per al desenvolupament del nou camp de la topologia simplèctica.
Va dirigir la tesi de diversos matemàtics. El seu primer alumne va ser Andreas Floer, qui va defensar la seva tesi l'any 1984.